# Donje Mekušje
 Donje Mekušje  falu Horvátországban, Károlyváros megyében. Közigazgatásilag Károlyvároshoz tartozik.

## Fekvése
Károlyvárostól 4 km-re keletre a Kulpa bal partján fekszik.

## Története
A településnek 1857-ben 168, 1910-ben 285 lakosa volt. A trianoni békeszerződésig Zágráb vármegye Károlyvárosi járásához tartozott. 2011-ben 207-en lakták. 

## Lakosság
| Lakosság változása | Lakosság változása | Lakosság változása | Lakosság változása | Lakosság változása | Lakosság változása | Lakosság változása | Lakosság változása | Lakosság változása | Lakosság változása | Lakosság változása | Lakosság változása | Lakosság változása | Lakosság változása | Lakosság változása | Lakosság változása |
| ------------------ | ------------------ | ------------------ | ------------------ | ------------------ | ------------------ | ------------------ | ------------------ | ------------------ | ------------------ | ------------------ | ------------------ | ------------------ | ------------------ | ------------------ | ------------------ |
| 1857               | 1869               | 1880               | 1890               | 1900               | 1910               | 1921               | 1931               | 1948               | 1953               | 1961               | 1971               | 1981               | 1991               | 2001               | 2011               |
| 168                | 200                | 212                | 245                | 252                | 285                | 299                | 374                | 402                | 385                | 382                | 368                | 317                | 300                | 232                | 207                |

## Nevezetességei
A falu határában, Donje Mekušje és Vodostaj között találhatók Orlica félig kész erődítményének maradványai. 